# 上海市人民检察院
31°12′04″N 121°26′43″E / 31.201033°N 121.445324°E
上海市人民检察院是上海市的检察机关，1950年7月起进入筹备，以取代因政权更迭而被上海市军事管制委员会接管的上海高等法院检察处及其下属的上海地方法院检察处。现任检察长为陈勇。

## 历史
抗战胜利以后，上海市的检察机关分别为配属于上海高等法院和上海地方法院的检察处。1949年5月，上海市政权更迭以降，中国人民解放军上海市军事管制委员会接收了两个法院检察处。10月，中央人民政府最高人民检察署成立，之后在华东行政区成立了派出机构，华东分署以负责南京、上海两直辖市及华东各省的检查工作。

### 筹建
1950年1月，中央人民政府委员会批准了《最高人民检察署1950年度工作计划纲要》，根据计划年内将逐步开始各行政区划的检察署设置。华东分署於当年7月通知筹建上海市人民检察署，办公地址暂设位于福州路185号的上海市公安局内。8月28日　上海市人民检察署印章启用。1951年1月，最高检华东分署同意人事任免案，由时任上海市公安局局长的扬帆兼任上海市人民检察署检察长，林立、方行分别为第一和第二副检察长。市检察署设办公室、第一、二、三处。
1950年1月24日，检察署於泰兴路89号正式成立。

### 文革以前
1950年检察署成立后，除一般刑事案件外，主要配合相关公安和司法部门，对迭代以后的反革命案件、新政权的干部贪污腐化案件以及政治运动相关案件进行了检察。处理了入封企曾、黄龙华、王灿文等案。1954年5月，向新成立的上海市人民代表大会一届一次会议作《四年来上海检察工作情况报告》。7月，中共上海市人民检察署党组成立。9月，市检察署向中共上海市委并最高检提出计划，建议在上海市各区逐步成立检察机关。上海市委同月同意该计划。10月16日，最高检华东分署通知，将上海铁路沿线专门检察署和长江水运专门检察署上海分署，划归上海市人民检察署领导。当月起，上海市老闸区人民检察署成立，此后延续至1955年上海市水上区人民检察院成立止，建立了覆盖全市31个区的检查机关。1954年12月，根据《中华人民共和国宪法》，市检察署更名为上海市人民检察院。1958年，随着原属江苏省的松江、嘉定等县划入上海市，其相关检察院也归入市检察院管辖。

### 文革时期
1966年6月，文革开始以后市检察院出现第一张大字报。9月，市检察院文化革命委员会成立。11月，院内主要造反派组织“东方红战斗队”成立。次年1月，“东方红战斗队”开展夺权运动，市检察院的工作于是陷入瘫痪。夺权后的造反派宣布成立上海市人民检察院革命委员会。1967年8月15日，上海市革命委员会正式批准市检察院革委会，并启用相应印章。1968年1月，上海市公检法军管会军管组进驻市检察院。1971年4月，军管组撤离市检察院，但检察工作并未恢复。

### 重建
1978年7月，根据第五届全国人大通过的《中华人民共和国宪法》以及上海市委的指示，市人民检察院筹备复建。次月，各区县的检察院也进入筹备重建工作。8月20日，上海市人民检察院重新成立。1979年1月，各区县的人民检察院也逐渐完成筹备工作，相继重新成立。

## 组织架构
上海市人民检察院目前下辖三个分院和三个派出院，同时院内设置各局、处、直属单位23个，并有若干检察室。

### 院内设置
目前院内主要内设机关包括办公室、政治部、行政装备处、纪检监察、侦查监督处、公诉一处、公诉二处、未成年人刑事检察处、金融检察处、反贪污贿赂局、反渎职侵权局、职务犯罪预防处、监所检察处、民事行政检察处、社区检察指导处、控告申诉检察处（举报中心、人民群众来信来访接待办公室和国家赔偿工作办公室）、法律政策研究室、案件管理处、检察技术处、信息中心、司法警察总队、国家检察官学院上海分院和《检察风云》出版社。

### 分院
目前，上海市人民检察院共下辖第一、第二和第三，共计三个分院
。其中第一分院主要负责徐汇、长宁、浦东、闵行、金山、松江、奉贤的区人民检察院以及张江地区人民检察院。第二分院主要负责黄浦、虹口、静安、杨浦、宝山、嘉定、普陀和崇明的区人民检察院。第三分院由铁路检察院改制而来，主要负责上海、杭州、合肥和徐州铁路运输检察院；2020年，因应南京铁路运输法院撤销，南京铁路运输检察院的诉讼法院改为南京市鼓楼区人民法院，故第三分院不再对南京铁检院进行案件管理，改为名义上的接受报备和业务指导。

### 派出院
除三个分院外，上海市人民检察院另对青东农场区、军天湖农场区和四岔河农场区设立了派出院。

## 历任检察长
| 姓名   | 就任日期   | 卸任日期      | 备注                   |
| ------ | ---------- | ------------- | ---------------------- |
| 扬帆   | 1951年1月  | 1952年7月     |                        |
| 许建国 | 1952年7月  | 1953年12月    |                        |
| 黄赤波 | 1953年12月 | 1955年1月     |                        |
| 王范   | 1955年1月  | 1958年9月     |                        |
| 林道生 | 1958年9月  |               |                        |
| 王维国 | 1968年1月  | 1971年9月13日 | 上海市公检法军管会主任 |
| 黄赤波 | 1978年8月  | 1978年10月    | 任内逝世               |
| 秦昆   | 1979年12月 | 1983年4月     |                        |
| 王兴   | 1983年4月  | 1988年4月     |                        |
| 石祝三 | 1988年4月  | 1993年2月     |                        |
| 倪鸿福 | 1993年2月  | 1998年2月     |                        |
| 吴光裕 | 1998年2月  | 2008年2月     |                        |
| 陈旭   | 2008年2月  | 2016年1月     | [ 10 ]                 |
| 张本才 | 2016年1月  | 2022年6月     | 任上被查               |
| 陈勇   | 2022年7月  |               | [ 12 ]                 |

## 外部連結
- 上海市人民检察院（页面存档备份，存于）（简体中文）